# Iglesia de San Martín (San Martín del Río)
La iglesia de San Martín en San Martín del Río (Provincia de Teruel, España) es una iglesia construida entre los siglos XVI y XVIII de estilo gótico tardío. Combina en su fábrica mampostería en los muros con sillar en las esquinas y ladrillo en las zonas altas, reflejo de las distintas fases constructivas.

## Interior
Su planta consta de una nave única de cuatro tramos cubierta con bóveda de crucería estrellada, con capillas laterales del mismo estilo entre los contrafuertes, comunicadas entre sí y cubiertas todas ellas con bóvedas de crucería estrellada, por lo que casi puede hablarse de tres naves. La cabecera es poligonal y tiene dos estancias adyacentes mientras que a los pies se eleva un coro alto del siglo XVIII, bajo el que se accede al pórtico de ingreso, rematado por un frontón triangular. 
La iluminación se realiza a través de ventanas abiertas en arcos de medio punto doblados distribuidos uniformemente por los muros, más un óculo en el hastial occidental.
El interior se vio enriquecido en el siglo XVIII con una profusa decoración a base de estucos en verde y blanco de carácter rococó.

### Órgano
Pieza fundamental en los conciertos veraniegos programados al socaire del Curso de Música Antigua de Daroca. Los conciertos y los cursos se celebran desde 1979, sin interrupción, organizados para conmemorar el tercer centenario de la muerte de Pablo Bruna (El ciego de Daroca), organista de renombre internacional.
El año 1988 se recordará siempre como el año que se inició el proceso de restauración del órgano de la Iglesia Parroquial de San Martín del Río. La leyenda popular, basada en hechos reales acaecidos en los años 40, trasmitía oralmente un expolio de tal magnitud que lo dejaba inservible para el futuro. La Institución Fernando el Católico, a instancia del Ayuntamiento de San Martín, tras un concienzudo estudio, confirmó la ausencia de determinados elementos pero determinó, así mismo, la posibilidad de recuperación del instrumento.
El órgano fue construido en 1755 por Silvestre Thomas, en su taller de Zaragoza. Antes de la restauración conservaba el 80% del material genuino y estructuralmente no había sido modificado por restauración o reparación alguna, es decir, una pieza singular que se conservaba muy mayoritariamente como fue concebida en el siglo XVIII. Posee dos teclados, elaborados con madera de boj. Hasta la restauración, faltaba toda la trompetería horizontal exterior, pero su interior conservaba algún registro de lengüeta.
Se trata de una pieza que enaltece el patrimonio artístico y cultural de San Martín del Río y por extensión el de Aragón, de tal manera que para poder establecer comparaciones con órganos de similar categoría será necesario recurrir al de Villarquemado o al de Cariñena.

### Escenografía para el monumento de Semana Santa
Data de 1881. Era párroco del pueblo en aquella época Rafael Cabeza. El telón se monta el día de Jueves Santo, preside y protagoniza, por presencia y tamaño, el “Monumento” y los actos litúrgicos de la Semana Santa y la Pascua. Fue proyectado y realizado al unísono por Santiago Salvador y Salvador Gisbert según reza una inscripción disimulada en la parte de atrás.
Se trata de una obra de arte muy del gusto del siglo XIX, neogótica, mistificada con otros magisterios históricos y un tanto tardía respecto a los gustos generalizados en el momento.
Está concebida a modo de gran escenario, perspectiva cónica central incluida, apoyada en simuladas bóvedas de crucería abiertas con un arco apuntado angrelado. Doseletes goticistas y pináculos completan el elemento ornamental presidido en la parte superior por la Última Cena a partir de la iconografía impuesta por Leonardo. Descuellan entre otras figuras, las de Moisés con las Tablas de la Ley y la del rey David.

## Exterior

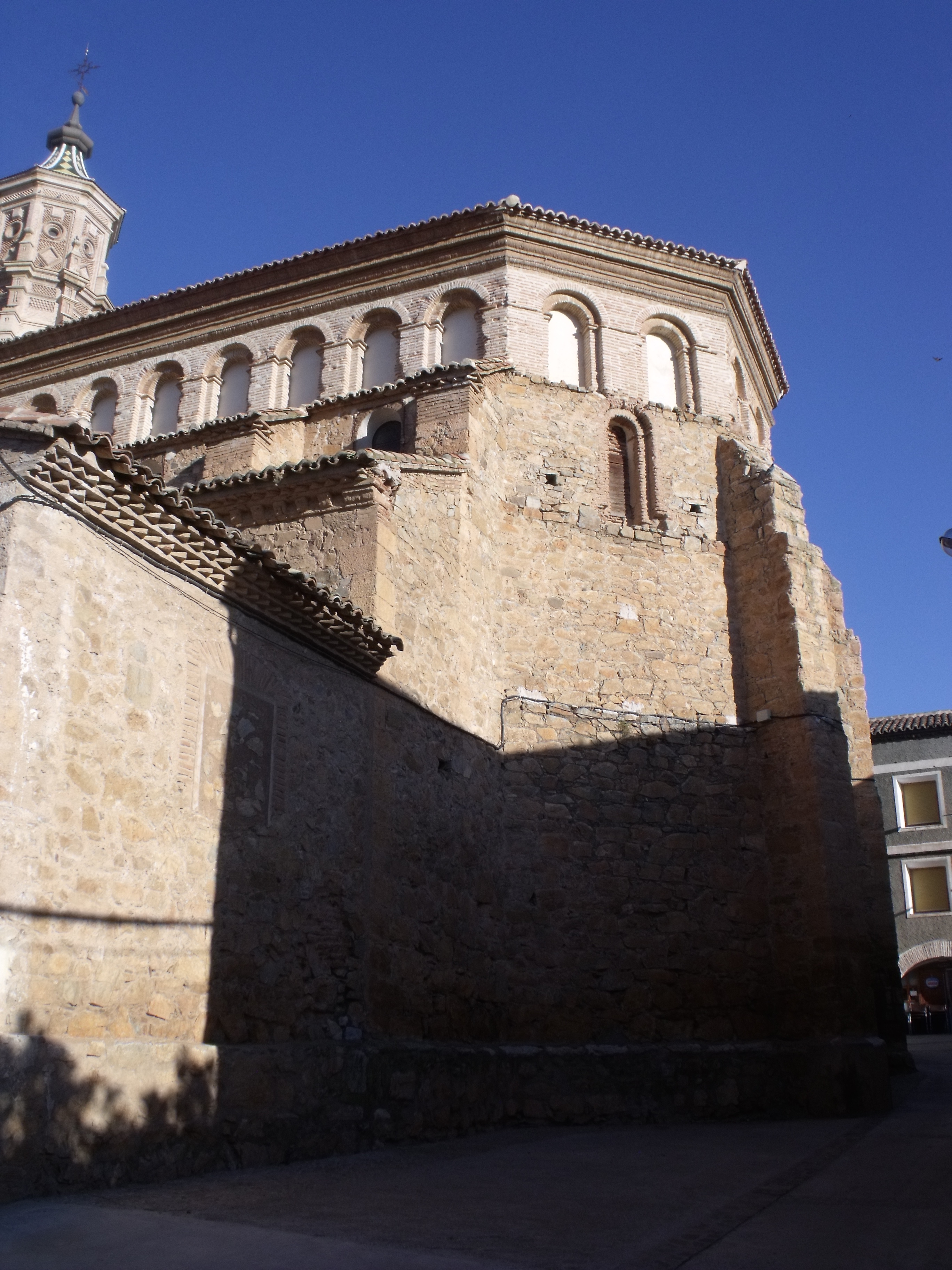
Ábside

Al exterior llama la atención la galería de arquillos ciegos de medio punto y doblados bajo el alero, fruto de un recrecimiento posterior. 

### Torre

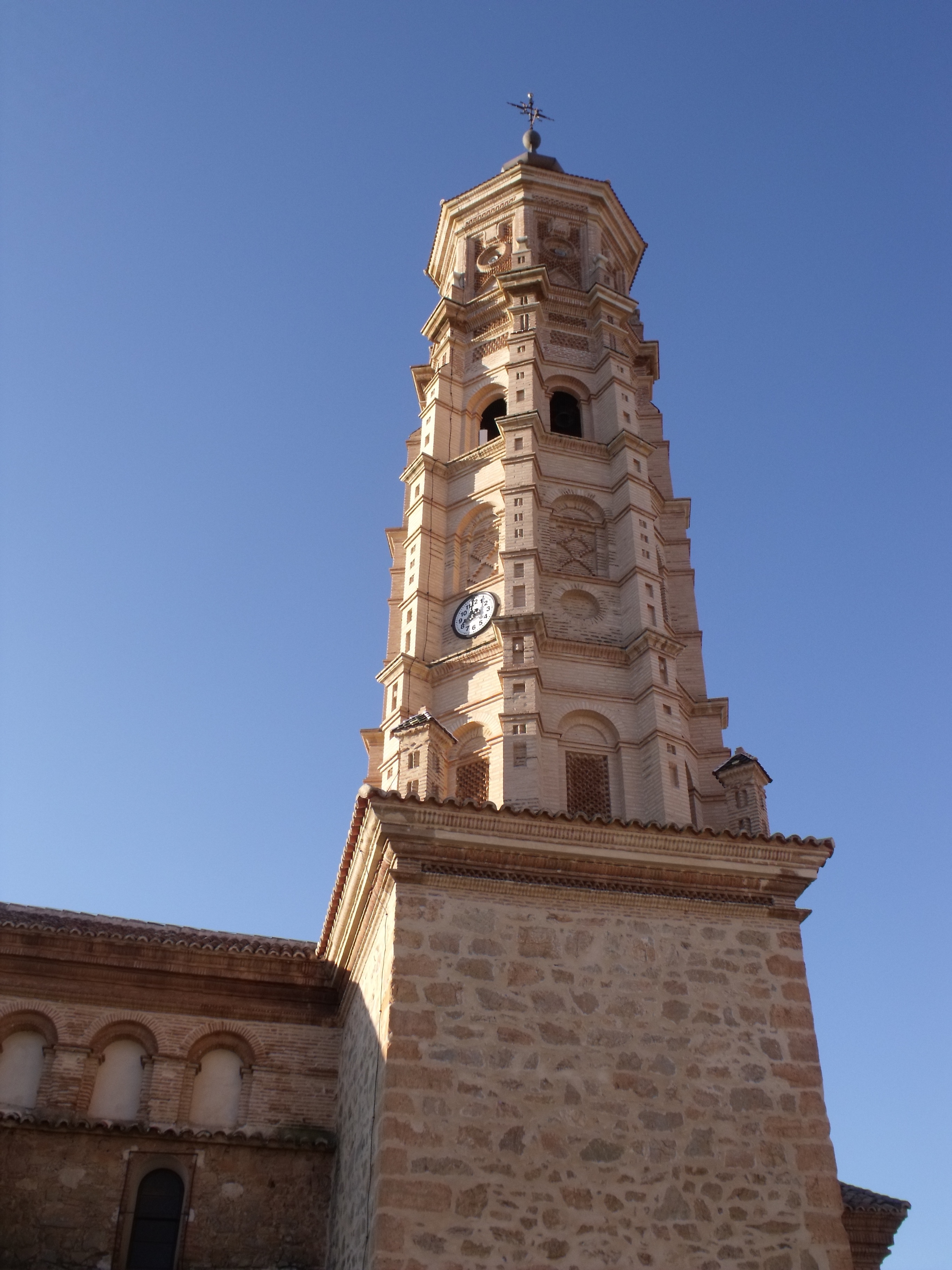
Vista de la torre

En el ángulo noroccidental destaca la torre de estilo mudéjar, de planta cuadrada en su primer piso y octogonal en sus cuatro cuerpos restantes, recorrida por contrafuertes en todos sus ángulos y ricamente decorada con distintos motivos en ladrillo resaltado. El chapitel que la corona es de 1952.
Monumento que el profesor Gonzalo Borrás define como: “De notable interés arquitectónico, con torre mudéjar de carácter paradigmático, perteneciente a la segunda mitad del siglo XVI e integrada en otro monumento, la iglesia, de época anterior y de estilo gótico”.
Como anteriormente se hizo con la de Olalla y ahora con su vecina de Báguena, la torre de San Martín del Río por su exquisitez arquitectónica es el tercer punto urgente que precisa actuación del área de cultura de nuestro gobierno regional, que nos permita poder conservar estas joyas históricas que, junto con la torres de Burbáguena y Navarrete, forman una interesantísima guía mudéjar en esta zona del Jiloca turulense.

## Etapas constructivas

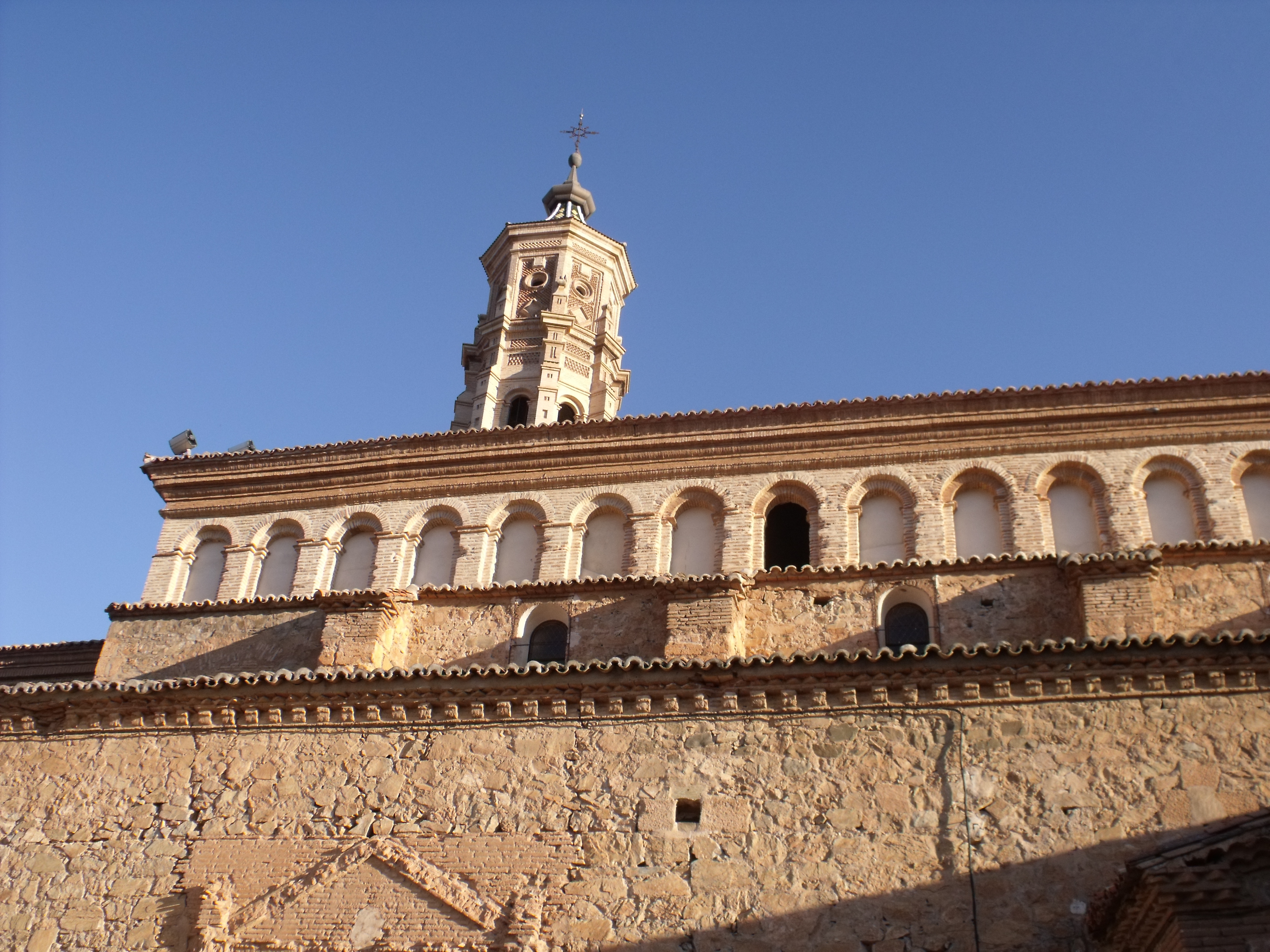
En la fotografía se aprecian las distintas fases constructivas

Pueden distinguirse tres etapas en la construcción de esta iglesia:
1. Entre 1576 a 1589, durante la que se construye una iglesia de características góticas.
2. Hacia 1600 se construye la galería de arquillos, de ladrillos y elevando el tejado.
3. Entre 1600 y 1606, en la que se levanta el cuerpo superior de la torre, octogonal, con grandes contrafuertes y decoración mudéjar; una de las grandes torres mudéjares tardías de Teruel. En 1613 el concejo de San Martín del Río encarga a Juan Miguel Orliens el retablo mayor de la iglesia quedando así completa la gran obra.